# Nekrolog 1449
Nekrolog
◄◄
| ◄
| 1445
| 1446
| 1447
| 1448
| 1449 | 1450 | 1451 | 1452 | 1453 | ► | ►►
Weitere Ereignisse | Allgemeiner Nekrolog 1449
Die Beschreibung der verstorbenen Person sollte so kurz wie möglich gehalten sein und nur deren signifikante Tätigkeit(en) enthalten.
Neue Namen ggf. auch unter dem Geburts- und Sterbedatum, also etwa unter 1. Januar und im Geburts- und Sterbejahr (2024) eintragen (nur bei entsprechender großer Wichtigkeit). Für Beispiele siehe die schon vorhandenen Artikel.
Außerdem über die fünf zuletzt Verstorbenen, zu denen es einen ausreichend guten Artikel für eine Präsentation auf der Hauptseite gibt, nach der todesbedingten Überarbeitung der Artikel ggf. auch unter Wikipedia Diskussion:Hauptseite informieren und sie am besten auch in den anderen Wikipedia-Sprachversionen eintragen. Tipp: Regelmäßig bei news.google.de nach „ist tot“, „gestorben“ oder „verstorben“ suchen.
Wenn eine Person gestorben ist, gibt es viele Seiten zu dieser Person in der Wikipedia, die davon auch betroffen sind und entsprechend aktualisiert werden müssen. Beispiele: Namenübersichtsseite, Geburtsjahr, Geburtsort-Seiten und viele mehr.
Wie finde ich die betroffenen Seiten?
Im Suchfeld auf der linken Seite gibt man den Suchbegriff so ein: „Vorname Nachname“. Dann klickt man auf Volltext und alle Seiten mit entsprechendem Suchtext werden aufgerufen. Hier sieht man dann schnell, wo auch das Todesjahr Sinn macht oder sogar ein Teil des Artikels angepasst werden muss. Auch hilft das „Werkzeug“ auf der linken Seite sehr gut, um solche Seiten aufzufinden: „Links auf diese Seite“. Somit ist die Wikipedia wieder aktuell in allen Bereichen! Hinweis: bei Eintragung der Kategorie „Gestorben JAHR“ wird der Missbrauchsfilter 49 ausgelöst, was jedoch nicht schlimm ist. Siehe: Spezial:Missbrauchsfilter/49
Dies ist eine Liste von im Jahr 1449 verstorbenen bekannten Persönlichkeiten. Die Einträge erfolgen innerhalb der einzelnen Daten alphabetisch sortiert. Tiere sind im Nekrolog für Tiere zu finden.

## Januar
| Tag        | Name                                    | Beruf, bekannt als                 | Alter | Beleg |
| ---------- | --------------------------------------- | ---------------------------------- | ----- | ----- |
| 3. Januar  | Anne Beauchamp, 15. Countess of Warwick | englische Adlige                   | 4     |       |
| 4. Januar  | Cäcilie von Brandenburg                 | Herzogin von Braunschweig-Lüneburg |       |       |
| 20. Januar | Bernhard von Hövel                      | Vizedominus und Domherr in Münster |       |       |

## Februar
| Tag        | Name                      | Beruf, bekannt als                                                               | Alter | Beleg |
| ---------- | ------------------------- | -------------------------------------------------------------------------------- | ----- | ----- |
| 3. Februar | Meinhard von Neuhaus      | böhmischer Adliger, Oberstburggraf von Böhmen, Heerführer in den Hussitenkriegen |       |       |
| Februar    | Ibn Hadschar al-ʿAsqalānī | Wissenschaftler der islamischen Gelehrsamkeit und Hochschullehrer                |       |       |

## April
| Tag       | Name               | Beruf, bekannt als                                                                  | Alter | Beleg |
| --------- | ------------------ | ----------------------------------------------------------------------------------- | ----- | ----- |
| 1. April  | Klara von Montfort | Äbtissin des Damenstifts Buchau                                                     |       |       |
| 23. April | Jean Cadard        | französischer Hofarzt, Hofmeister und königlicher Berater, Herr von Oppède und Thor |       |       |

## Mai
| Tag     | Name                                  | Beruf, bekannt als                               | Alter | Beleg |
| ------- | ------------------------------------- | ------------------------------------------------ | ----- | ----- |
| 8. Mai  | Alexander MacDonald, 10. Earl of Ross | schottischer Adeliger                            |       |       |
| 20. Mai | Peter von Portugal                    | Prinz von Portugal und erster Herzog von Coimbra | 56    |       |

## Juli
| Tag      | Name           | Beruf, bekannt als                                                     | Alter | Beleg |
| -------- | -------------- | ---------------------------------------------------------------------- | ----- | ----- |
| 19. Juli | Kaspar Schlick | Reichsgraf und Kanzler des Heiligen Römischen Reiches Deutscher Nation |       |       |

## August
| Tag        | Name                | Beruf, bekannt als     | Alter | Beleg |
| ---------- | ------------------- | ---------------------- | ----- | ----- |
| 13. August | Ludwig IV.          | Kurfürst von der Pfalz | 25    |       |
| 16. August | Christian von Erpel | Generalvikar in Köln   |       |       |

## September
| Tag           | Name              | Beruf, bekannt als         | Alter | Beleg |
| ------------- | ----------------- | -------------------------- | ----- | ----- |
| 30. September | Johann Heingarter | Landeshauptmann von Wallis |       |       |

## Oktober
| Tag         | Name                      | Beruf, bekannt als                                                   | Alter | Beleg |
| ----------- | ------------------------- | -------------------------------------------------------------------- | ----- | ----- |
| 11. Oktober | Nikolaus II. Sachau       | deutscher Rechtsgelehrter und Bischof von Lübeck                     |       |       |
| 17. Oktober | Salome Sticken            | Priorin im Kloster Diepenveen                                        |       |       |
| 27. Oktober | Ulugh Beg                 | Timuriden-Fürst in Samarkand, Astronom und Märtyrer der Wissenschaft | 55    |       |
| 31. Oktober | Elisabeth von Brandenburg | Herzogin von Liegnitz und Brieg; Herzogin von Teschen                |       |       |

## November
| Tag          | Name                     | Beruf, bekannt als                                    | Alter | Beleg |
| ------------ | ------------------------ | ----------------------------------------------------- | ----- | ----- |
| 7. November  | Konrad von Erlichshausen | deutscher Hochmeister des Deutschen Ordens            |       |       |
| 19. November | Kunigunde von Sternberg  | erste Ehefrau des späteren Königs Georg von Podiebrad | 24    |       |

## Dezember
| Tag          | Name         | Beruf, bekannt als    | Alter | Beleg |
| ------------ | ------------ | --------------------- | ----- | ----- |
| 24. Dezember | Walter Bower | schottischer Chronist |       |       |

## Datum unbekannt
| Tag | Name                                | Beruf, bekannt als                                                                   | Alter | Beleg |
| --- | ----------------------------------- | ------------------------------------------------------------------------------------ | ----- | ----- |
|     | Johann Bruskow                      | Ratsherr der Hansestadt Lübeck                                                       |       |       |
|     | Gherardo Bueri                      | Kaufmann und Bankier                                                                 |       |       |
|     | Tanneguy III. du Chastel            | französischer Beamter                                                                |       |       |
|     | Heinrich V.                         | Graf zu Neu-Ortenburg                                                                |       |       |
|     | Hermann II. von Buchenau            | Fürstabt von Fulda                                                                   |       |       |
|     | Johannes Hültz                      | deutscher Baumeister der Gotik                                                       |       |       |
|     | Jamyang Chöje                       | Gründer des Klosters Drepung                                                         |       |       |
|     | Jean de La Trémoille                | französischer Adliger, Herr von Jonvelle                                             |       |       |
|     | Johann V. von Roubaix               | Graf von Roubaix                                                                     |       |       |
|     | Lampert von Praunheim-Sachsenhausen | Abt von St. Maximin in Trier                                                         |       |       |
|     | Hans Wilhelm von Mülinen            | Schweizer Adliger in Tirol                                                           |       |       |
|     | Rongtön Shecha Kunrig               | Gelehrter der Sakya-Schule des tibetischen Buddhismus, Gründer des Klosters Nalendra |       |       |
|     | Wang Zhen                           | chinesischer Eunuch der Ming-Dynastie                                                |       |       |